# Meduňka
Meduňka (Melissa) je rod rostlin z čeledi hluchavkovité. Jsou to vytrvalé byliny se vstřícnými listy a drobnými bělavými květy. Rod zahrnuje 4 druhy a je rozšířen v Evropě a Asii. Nejznámějším zástupcem rodu je meduňka lékařská, která je pěstována jako léčivá rostlina a koření. V Asii se jako léčivka používá i Melissa axillaris.

## Popis
Meduňky jsou vytrvalé byliny s jednoduchými, vstřícnými, vejčitými listy se zubatým okrajem. Květy jsou dvoustranně souměrné, oboupohlavné, stažené do pseudopřeslenů podepřených listovitými listeny. Kalich je zvonkovitý, 13žilný, dlouze chlupatý, dvoupyský, s horním pyskem mělce trojzubým a spodním hluboce dvouzubým. Koruna je bílá, žlutá nebo načervenalá, dvoupyská. Horní pysk je na konci celistvý nebo dvoulaločný, spodní je trojlaločný, s prostředním lalokem širším než ostatní. Tyčinky jsou 4, dvoumocné. Blizna je na konci slabě dvouklaná. Plodem je drobná vejcovitá tvrdka.

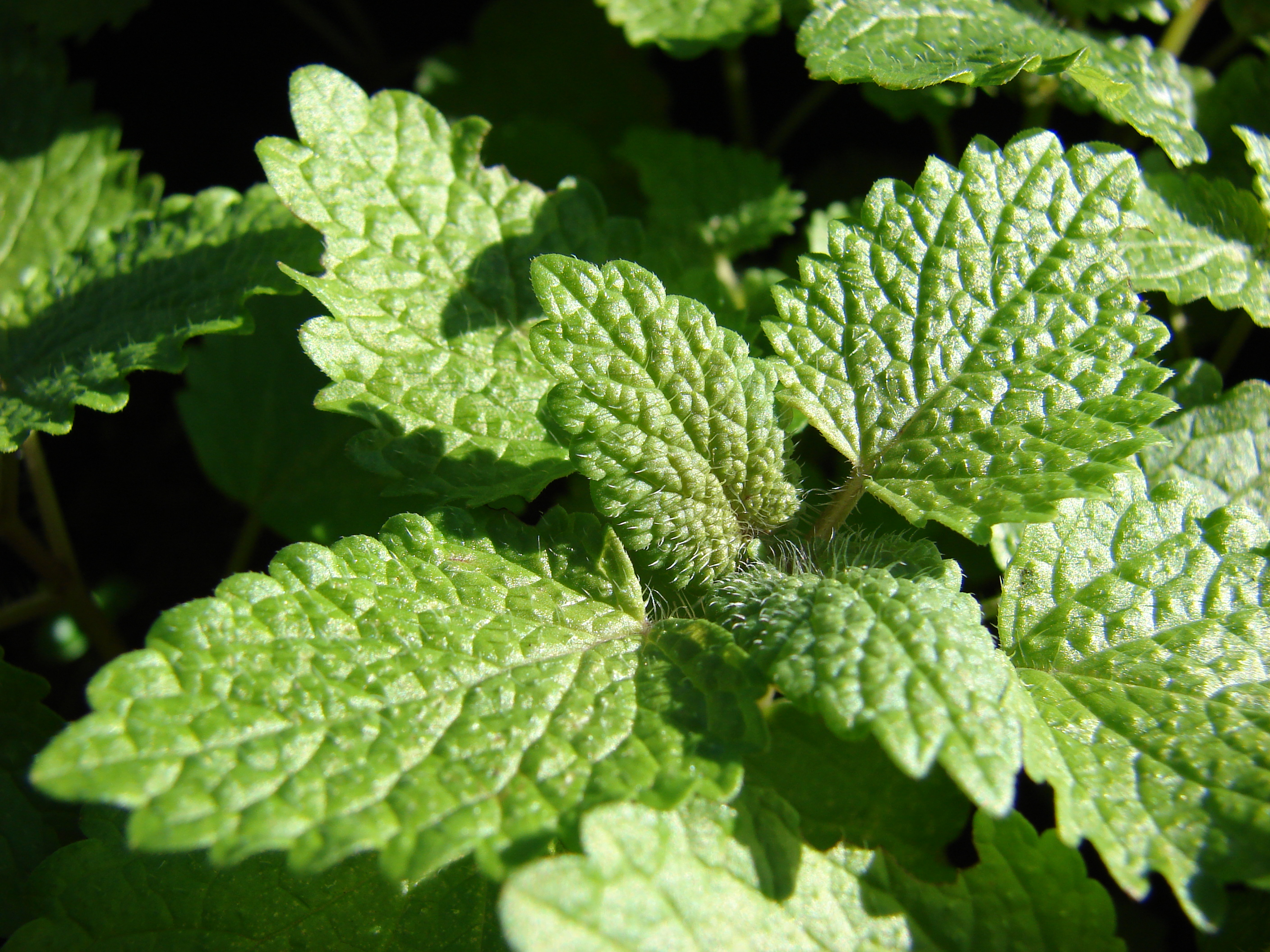
Listy meduňky lékařské
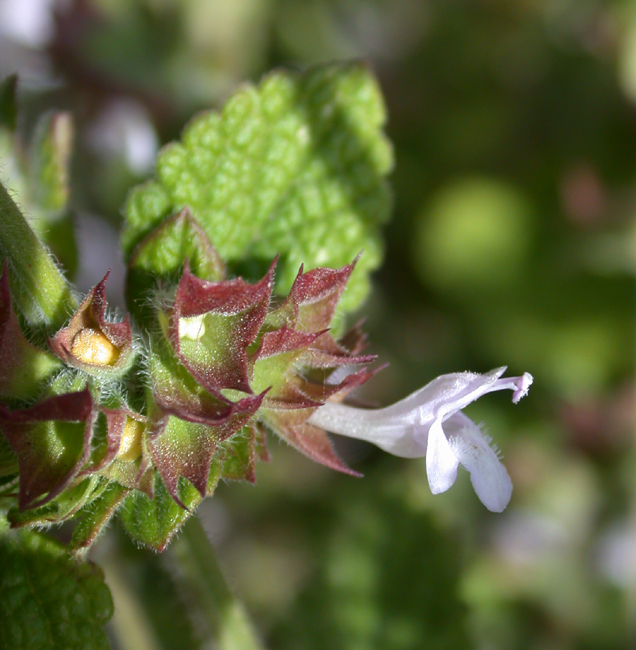
Detail květu meduňky lékařské

## Rozšíření
Rod meduňka zahrnuje 4 druhy a je rozšířen v Evropě a Asii. V Evropě roste pouze meduňka lékařská. Pochází ze Středomoří a Přední Asie, vlivem pěstování se však rozšířila i do některých jiných oblastí. V České republice je běžně pěstována v zahradách a občas zplaňuje. Zbývající 3 druhy jsou asijské, s rozšířením v oblasti Himálaje, Tibetu a jižní Číny, druh Melissa axillaris zasahuje až do Indočíny a jihovýchodní Asie. Rostou spíše v horách, druh Melissa yunnanensis vystupuje až do výšek okolo 3200 metrů.

## Ekologické interakce
Květy meduňky vyhledávají včely i jiný hmyz hledající nektar.

## Obsahové látky
Uklidňující (sedativní) účinek meduňky lékařské je způsoben obsahem terpenických látek, zejména citronellalu. Z dalších terpenů, které k účinku rovněž přispívají, je obsažen citronellol,
geraniol, karyofylen, linalool, citral, limonen a eugenol. Tyto látky se velmi dobře vstřebávají pokožkou, mnohem účinněji než např. inhalací. Tyto látky jsou silně prchavé a jsou obsaženy jen v čerstvé rostlině.

## Zástupci
- meduňka lékařská (Melissa officinalis)

## Význam
Meduňka lékařská je obecně známá bylina, která se často pěstuje v zahradách. Používá se v lidovém léčitelství do čajových směsí a k ochucení salátů, polévek či likérů. Silice má význam ve farmaceutickém a kosmetickém průmyslu.
Využívání meduňky lékařské jako léčivé rostliny má velmi dlouhou historii, sahající min. 2000 let nazpět. Zmiňují se o ní četní klasičtí autoři, jako je Theofrastos, Dioscorides, Columella či Avicenna.
Esenciální olej z meduňky lékařské je používán jako sedativum a spasmolytikum a má i antibakteriální účinky.
Druh Melissa axillaris je v Asii používán při průjmech, uštknutí hadem a na bolesti hlavy. V Indii se používá jako náhrada meduňky lékařské.